# مغارة أوقاس
مغارة أوقاس أو مغارة القرش الأبيض هي مغارة وكهف بطابع كارستي يقع في بلدية أوقاس ضمن دائرة أوقاس في ولاية بجاية.
وتقع هذه المغارة في جبال البابور الجزائر.

## الاكتشاف

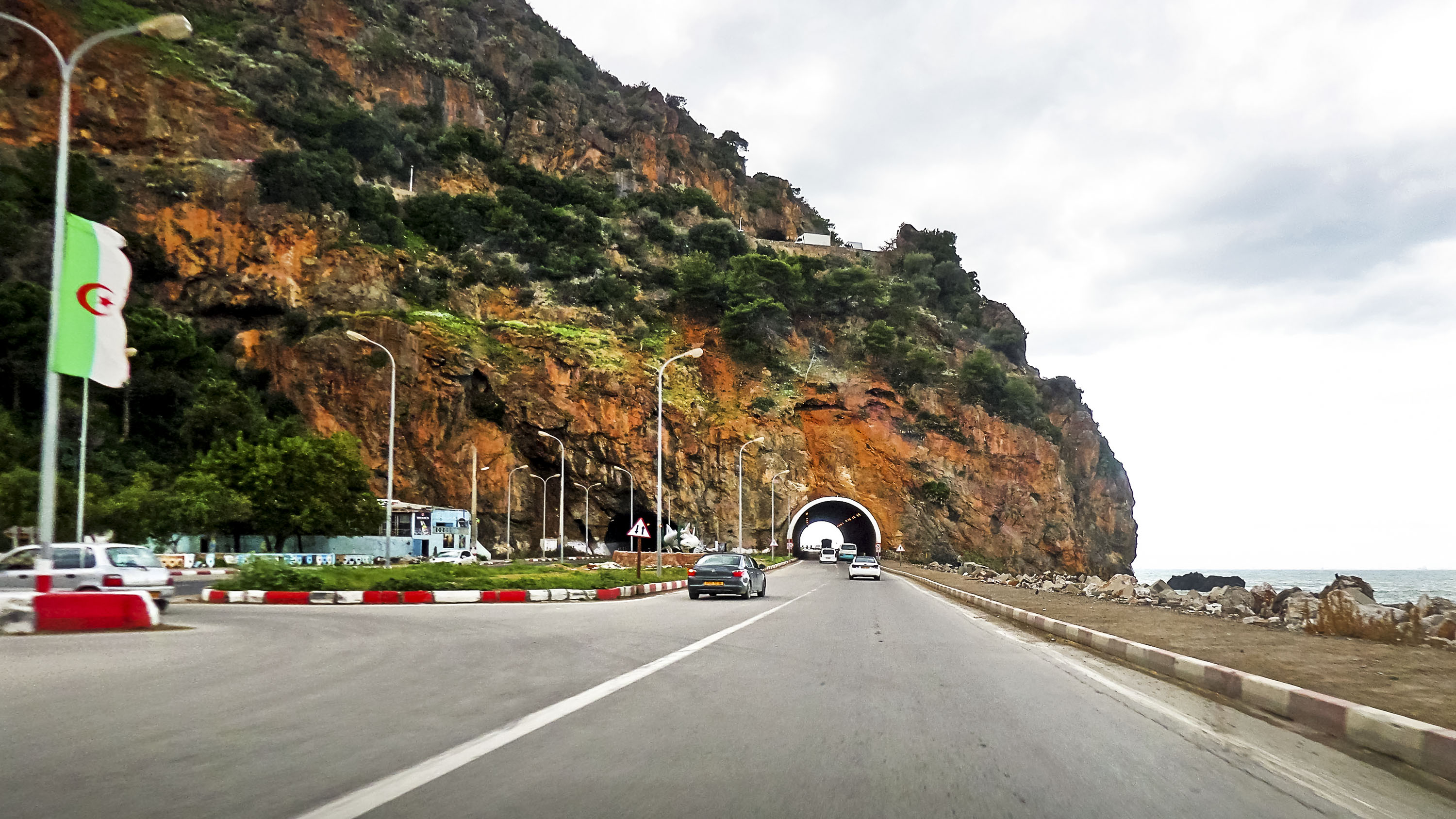
نفق أوقاس في بلدية أوقاس

اكتشفت «مغارة أوقاس» ذات الطابع الكارستي والمتواجدة على مستوى الطريق الوطني رقم 9 بجانب نفق أوقاس عند مدخل مدينة أوقاس، على بعد 30 كلم من مدينة بجاية في اتجاه الساحل الشرقي لولاية بجاية المطلة على خليج بجاية.
وقد اكتشفها عمال شركة دولية إيطالية-إسبانية صدفة خلال سنة 1962م مباشرة بعد استقلال الجزائر خلال إنجاز أشغال شق نفق أوقاس الذي طوله 90 مترا لفتح الطريق الوطني رقم 9 الرابط بين مدينة بجاية ومدينة جيجل.
وأثناء القيام بأشغال الحفر، تبيّن للعمال وجود حفرة تنبعث منها برودة شديدة، وبعد دخولهم وجدوا أن هناك مغارة طبيعية كبيرة، تتوفر على الكثير من صواعد ونوازل الكهوف، وعلى مسار طويل وعلو معتبر.
وقد تم إغلاق وإهمال هذه المغارة بعد اكتشافها طيلة عشرين سنة إلى غاية عام 1982م، أي أن بداية الثمانينيات قد سمحت بالقيام بحملة تنظيف وتهيئة للمغارة بأمر من السلطات المعنية في ولاية بجاية بغية تحويلها إلى مكان سياحي، حيث تم تزويدها بالإنارة الكهربائبة وخلق الأروقة والمسالك لتسهيل العبور بين ممراتها الصعبة.
وتم افتتاح المغارة بعد عامين من الأشغال خلال موسم 1984م أمام آلاف الزوار يوميا.

## الوصف

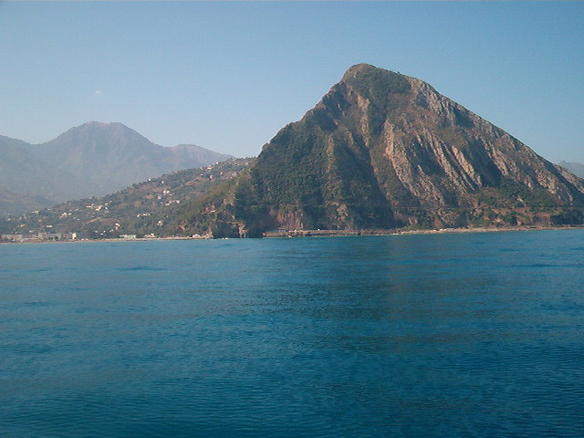
جبل يما تادرارت في بلدية أوقاس

تقع «مغارة أوقاس» عند مدخل مدينة أوقاس بجانب نفق أوقاس الكبير الذي يفتح أبوابه نحو الدهاليز المتشابكة بين أروقة عمق جبل يما تادرارت والتي تسمى بالمغارة العجيبة بأوقاس.
وتسمح هذه المغارة لكل إنسان بالقيام برحلة إلى أعماق الأرض ليكتشف ما تخفيه من أسرار وعجائب، وبقدر ما تثير الرعب والخوف في النفوس بقدر ما تبعث فيها الدهشة.
وبما أن عمر هذه المغارة يصل إلى 45 مليون سنة، فهي مكان ملائم للدراسات الجيولوجية المختلفة.

## درجة الحرارة
تتميز «مغارة أوقاس» بكون درجة الحرارة داخلها ثابتة طوال أيام السنة، إذ تستقر عند معدل 17 درجة حرارة مئوية.
وهذا الاستقرار الحراي شتاء وصيفا يسهل عملية زيارة المغارة على مدار العام.

## الزيارة الصيفية

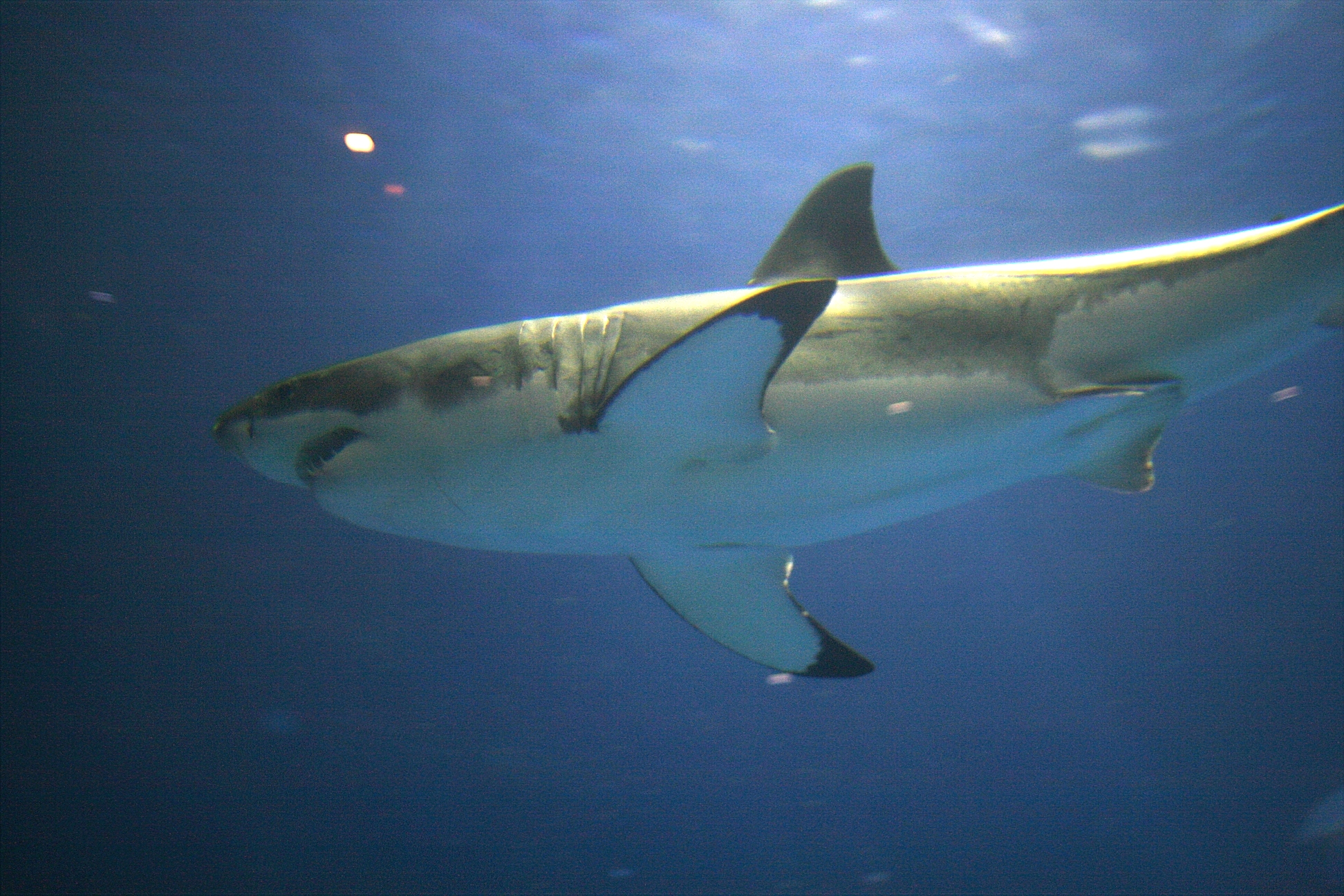
القرش الأبيض أو أوقاس باللغة الأمازيغية

بما أن «مغارة أوقاس» كنز طبيعي لم يأخذ حقه من الاهتمام وعانى من الإجحاف، رغم أهميته الطبيعية، ما جعل الكثير من الزوار القادمين إلى ولاية بجاية محرومين من زيارتها لأن افتتاحها مقتصر على موسم الاصطياف.
لذلك فالكثير من الزوار يطالبون بلدية أوقاس بفتحها طوال أيام السنة في وجه الأفراد والعائلات الذين يتوافدون إليها خصيصا لمشاهدة الصواعد والنوازل الكلسية.
والدخول إلى المغارة الطبيعية يكون بعد دفع مبلغ رمزي، وعادة ما يتم إدخال الزوار إلى المغارة على شكل أفواج، لأن ممراتها ضيقة جدا ولا تستوعب تحرك شخصين على مستوى واحد، ولهذا حددت بلدية أوقاس برنامج الزيارة الذي يعمل وفقه الطاقم المشرف على المغارة بإدخال الزوار على شكل مجموعات، حتى يتسنى لهم التحرك بأريحية والاستماع جماعيا للمعلومات التي يقدمها المرشد السياحي بخصوص المغارة.
وتتم زيارة الأفواج وفق مرحلتين، من التاسعة صباحا إلى غاية الثانية عشر ظهرا، ومن الثانية زوالا إلى غاية الخامسة مساء.

## مدخل المغارة
يقع مدخل «مغارة أوقاس» وسط نفق أوقاس حيث يوجد باب حديدي كبير تتواجد فيه مجموعة من الشبان يتولون مهمة إرشاد الزوار وقيادتهم نحو مختلف أروقة المغارة.
وبمجرد تجاوز مدخل المغارة يضطر كل زائر إلى المرور برواق ضيق، لتستقبله ساحة واسعة يخيل للزائر لأول مرة أنه على شفى حفرة كبيرة على عمق 120 مترا من سطح الأرض.

## الأشكال الحجرية

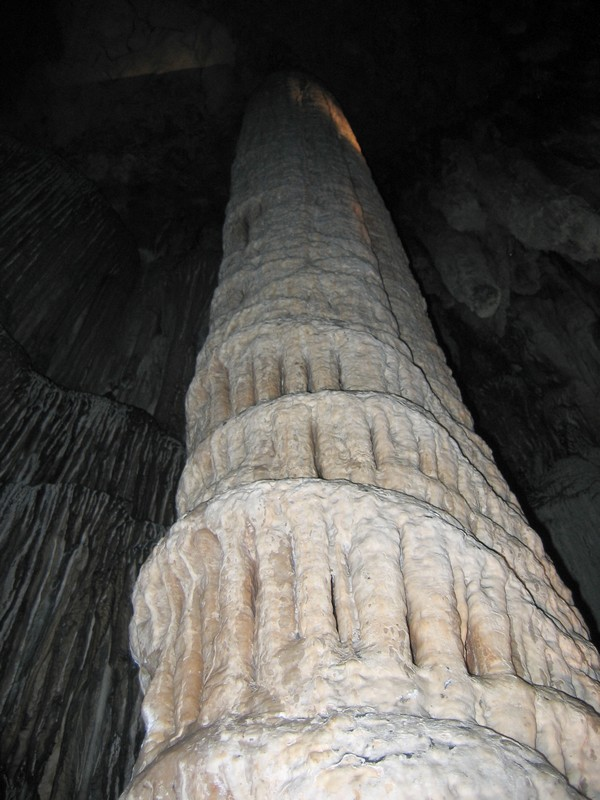
صواعد الكهوف

تقع داخل «مغارة أوقاس» في أسفلها وأعلاها عجائب كبيرة وغريبة، وهي تماثيل غريبة تصنعها الآلاف من صواعد الكهوف ونوازل الكهوف التي تتشكل من مادة كلسية تتسرب من أعلى جبل يما تادرارت عبر مياه الأمطار.
فهناك شكل أسد في عرينه، وقرود فوق أغصان الأشجار، وذاك فأر، وتمساح يلتهم عجلا، وضيوف كثر في عرس كبير يتوسطهم عريس وعروس، وتلك الملكة الحزينة، وعلى بعد أمتار منها ملكة أخرى ترفع تاجها الذهبي للتعبير عن فرحة كبيرة لتغلبها على جيش الملكة الأخرى، وذاك نفر من الجند المشاة ووراءهم فرسان على خيلهم.
وهناك تماثيل على شكل مقبرة جماعية، وكذا منطقة تحمل شكل الصوف، إلى جانب أشكال مختلفة تشبه البصلة السيسائية مصحوبة بعمود فقري، أو شكل بطيخة متوسطة الحجم، حيث أن تشكل سنتيمتر واحد من صواعد الكهوف ونوازل الكهوف داخل المغارة قد يأخذ قرابة 100 سنة.

## بحيرة الأمنيات
يوجد داخل «مغارة أوقاس» مجرى مائي يسمى «نهر الأماني والتمنيات»، هو على شكل بحيرة فيها ماء صاف وتظهر في عمقها بضع قطع نقدية.
وهناك أسطورة تقول بأن هذه البحيرة تحقق الأماني بشرط رمي بعض النقود.
وهذه البحيرة الصغيرة مملوءة بالمياه التي تطفو على سطحها قطع نقدية من مختلف الأصناف، قام برميها زوار المغارة، حيث يقومون برمي قطع نقدية داخلها ويتمنون أمنيات سرية، إلا الأطفال الصغار فهم يفصحون عن أمانيهم عند رمي القطع النقدية داخلها، ويقوم القائمون على المغارة بجمع هذه القطع النقدية كل خمسة أيام وتقدم لإحدى الجمعيات الخيرية بالمنطقة، قصد استغلالها في نشاطاتها الخيرية.
سميت هذه البحيرة ب«بحيرة الأمنيات»، وهذا الاسم تم إطلاقه عليها نسبة إلى الجبل الذي تقع تحته المغارة، والذي يحمل اسم «جبل يما تادرارت»، وهو يحمل في شكله الخارجي شكل امرأة تقف فوق رأس الجبل، كما أن سكان المنطقة منذ سنوات خلت، اعتادوا على الاحتفال برأس الجبل، بإقامة «الوزيعة»، وهي عادات ألفها سكان منطقة القبائل.

## الهضبة التعيسة

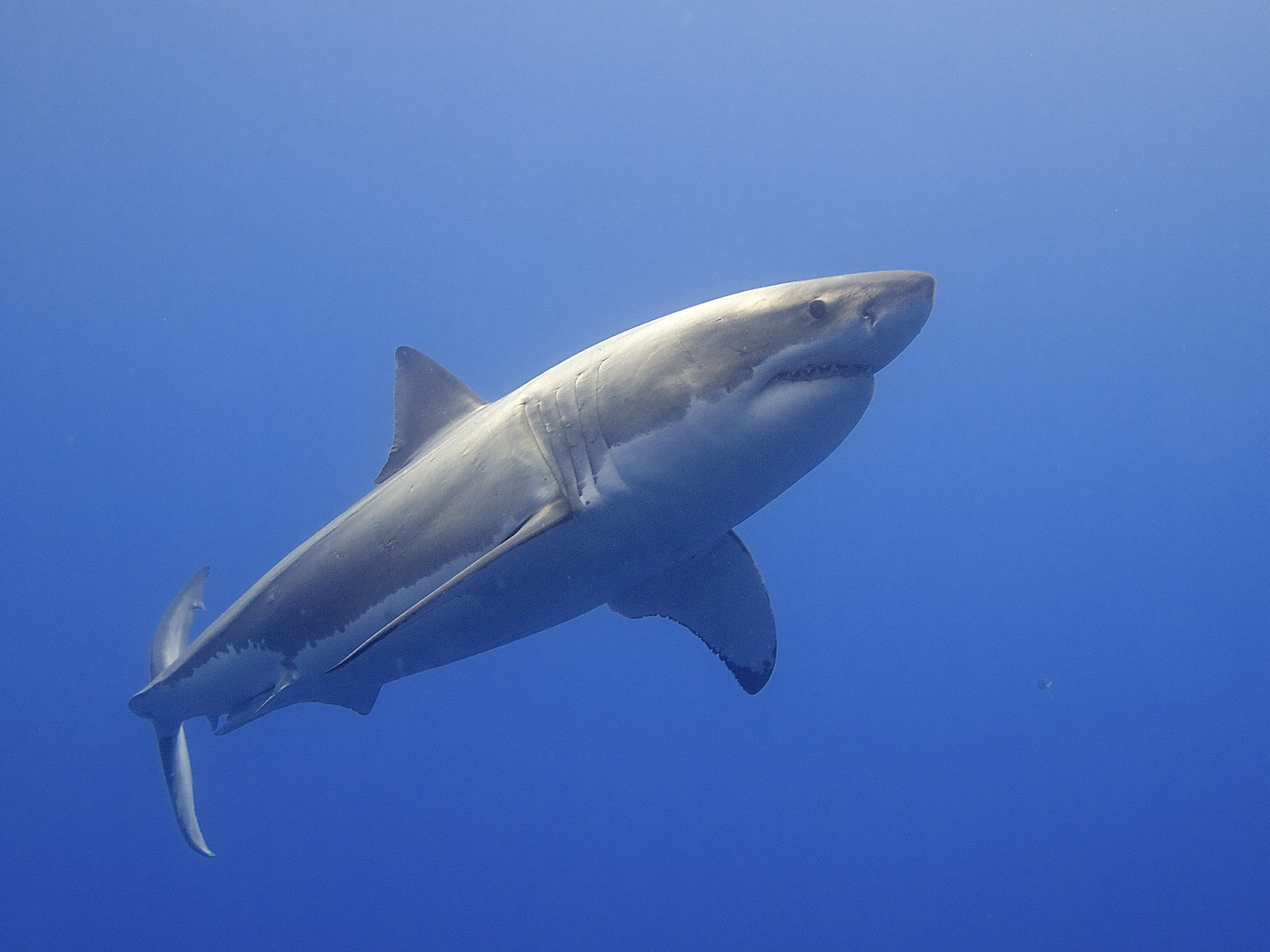
القرش الأبيض أو أوقاس باللغة الأمازيغية

يوجد داخل «مغارة أوقاس» مرتفع هجري يسمى «الهضبة التعيسة» التي توجد أسطورة مفادها منع النظر إليها كونها تجلب النحس.

## قاعة الأصداء الموسيقية
يوجد داخل «مغارة أوقاس» ممر ضيق جدا يضطر كل واحد من الزوار إلى الخضوع لمبدأ الصف الهندي قبل أن يحطوا الرحال في قاعة حجرية على شكل استوديو صغير تنبعث منه قطع موسيقية كلاسيكية رائعة لبتهوفن وموزار يصنعها أحد المرشدين بالضرب على إحدى الصواعد بقطعة حجرية صغيرة يملأ لحنها كل المكان.

## تماثيل من الصواعد والنوازل

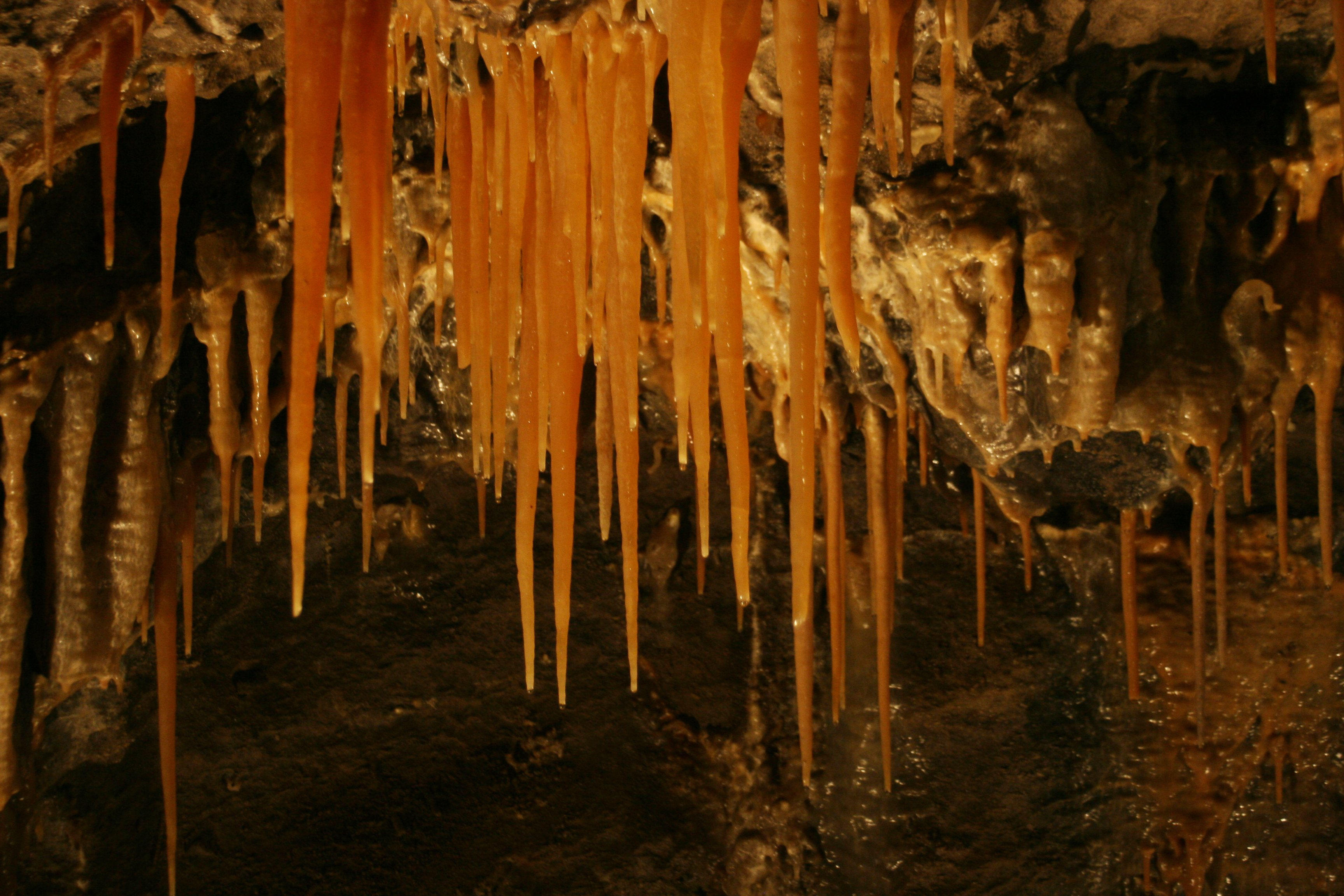
نوازل الكهوف

يوجد في «مغارة أوقاس» قسم سياحي ثان يمكن ولوجه عبر باب من الألمنيوم يؤدي إلى ممر ضيق تنسف من داخله برودة غير عادية، لأن المكان يتميز بالبرودة في فصل الصيف والدفء في فصل الشتاء.
وهذا الممر الضيق الذي طوله حوالي 15 مترا يوصل إلى موقع صواعد الكهوف ونوازل الكهوف التي لا يجب التقاط صور عنها ولا تدخين السجائر بجوارها لأن الإشعاع الضوئي في التماثيل الحجرية التي صنعت من الصواعد والنوازل مع دخان السجائر يغيران لونها فتصبح سوداء على عكس ألوانها الآجرية والبنية أو البرتقالية.
ولذلك، فإن عدم لمس الحجارة بالأيدي، مع تفادي رمي النفايات والأشياء في المغارة، يساهمان في الحفاظ على هذا الموقع المتميز من الاندثار.
وتقع هذه الصواعد والنوازل داخل ساحة واسعة يخيل للزائر لأول مرة أنه على شفى حفرة كبيرة وغريبة، وأن الشمس التي لا مكان لها في ذلك المكان قد انفجرت من عمق الأرض فيسطع ضوء كبير ليكتشف الزائر مناظر خلابة.

## التصنيف
احتلت «مغارة أوقاس» إحدى المراتب الثلاثين من عجائب الدنيا المرشحة خلال عام 2010م بإسبانيا.
يتأسف القائمون على تسيير المغارة والزوار لعدم تصنيفها ضمن التراث الوطني الجزائري، حيث ما تزال تُسير من قبل المجلس الشعبي البلدي لبلدية أوقاس، لذا يتم اعتماد إجراءات صارمة في منع الزوار من تصويرها، لأنه لم يتم تصنيفها بعد، ويمكن استغلال الصور التي تؤخذ من داخلها في الجانب التجاري.
كما يطالبون بضرورة النظر لها بعين الاهتمام، حتى يتم تصنيفها ضمن التراث الوطني الجزائري، بالنظر إلى الميزات التي تتوفر عليها، وبالإمكان استغلالها بشكل جيد في تنشيط السياحة على مستوى المنطقة، شأنها شأن كافة المكاسب الطبيعية التي تزخر بها السياحة في الجزائر.

## الإغلاق للترميم

تجربة إنشاء صواعد الكهوف ونوازل الكهوف في المخبر.

تم إغلاق «مغارة أوقاس» مؤقتا للقيام بترميم بيئي وترميم معماري خلال عام 2010م.
واستغرقت أشغال هذا الترميم مدة أربع سنوات لتتم إعادة افتتاح المغارة خلال عام 2014م.

## زيادة عدد الزوار
يعرف عدد زوار «مغارة أوقاس» تزايدا كل سنة، حيث يصل يوميا في موسم الاصطياف إلى ما يفوق 3 000 زائر، وهو العدد المرشح للارتفاع، حيث يقوم الزائر باكتشاف زوايا المغارة التي تتربع على مساحة تقدر بحوالي 400 متر مربع، كما يجوب زواياها رفقة دليل سياحي على مسافة 450 مترا.
ويتم تزويد الزوار بمختلف المعلومات الضرورية الخاصة بالمغارة، لاسيما أن مسلكها الضيق لا يسمح بمرور عدد كبير من الزوار، إذ يتم التنقل داخل زوايا المغارة على شكل مجموعات، تتلقى شروحا حول تاريخ المغارة الطبيعية.
وتبلغ قيمة تذكرة دخول المغارة 50 دينار جزائري بالنسبة للأطفال، في حين تصل إلى 100 دينار جزائري.

## التلوث
تعاني «مغارة أوقاس» خلال سنة 2017م من تلوث كبير يهدد صواعدها ونوازلها ومرافقها.
ذلك أن اسوداد صخور الكالسيت بسبب هذا التلوث أصبح يهدد استمرارية الاستغلال السياحي والثقافي والعلمي لهذا الموقع الجغرافي.

## مكتبة الصور

موقع بلدية أوقاس
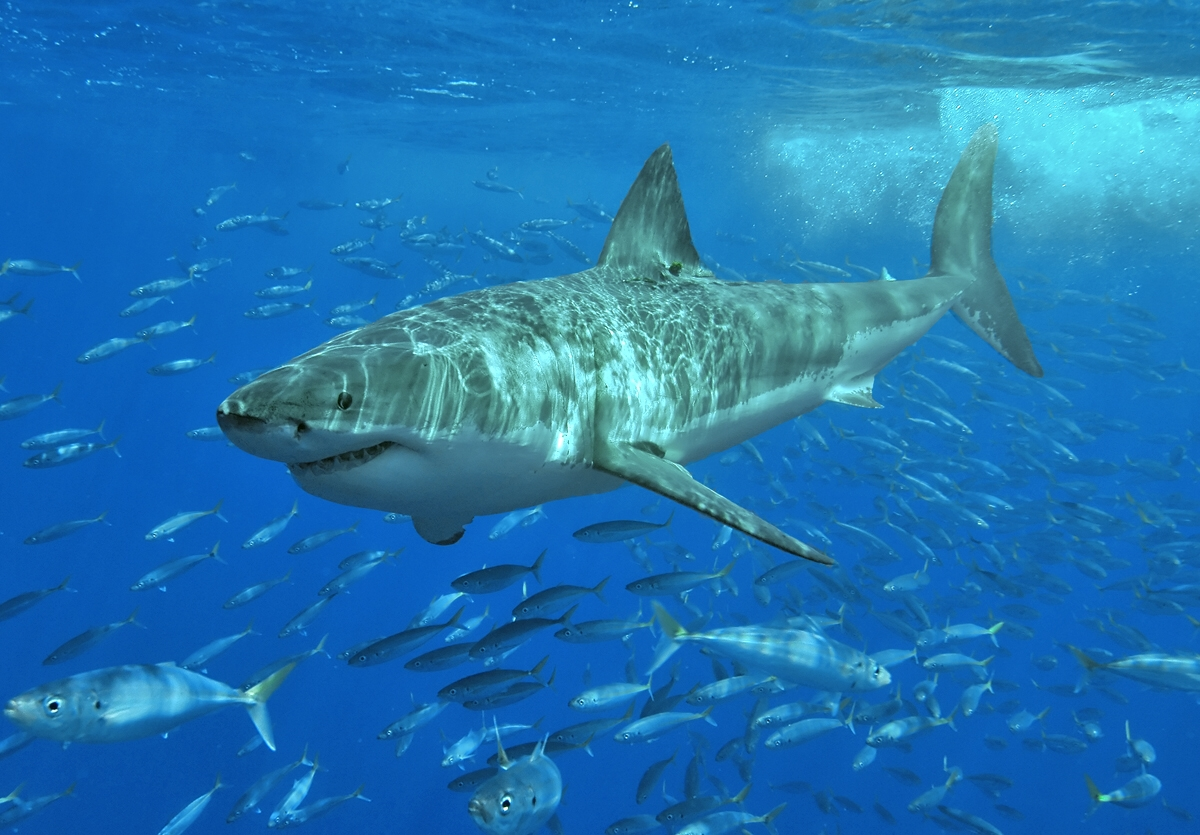
القرش الأبيض أو أوقاس باللغة الأمازيغية
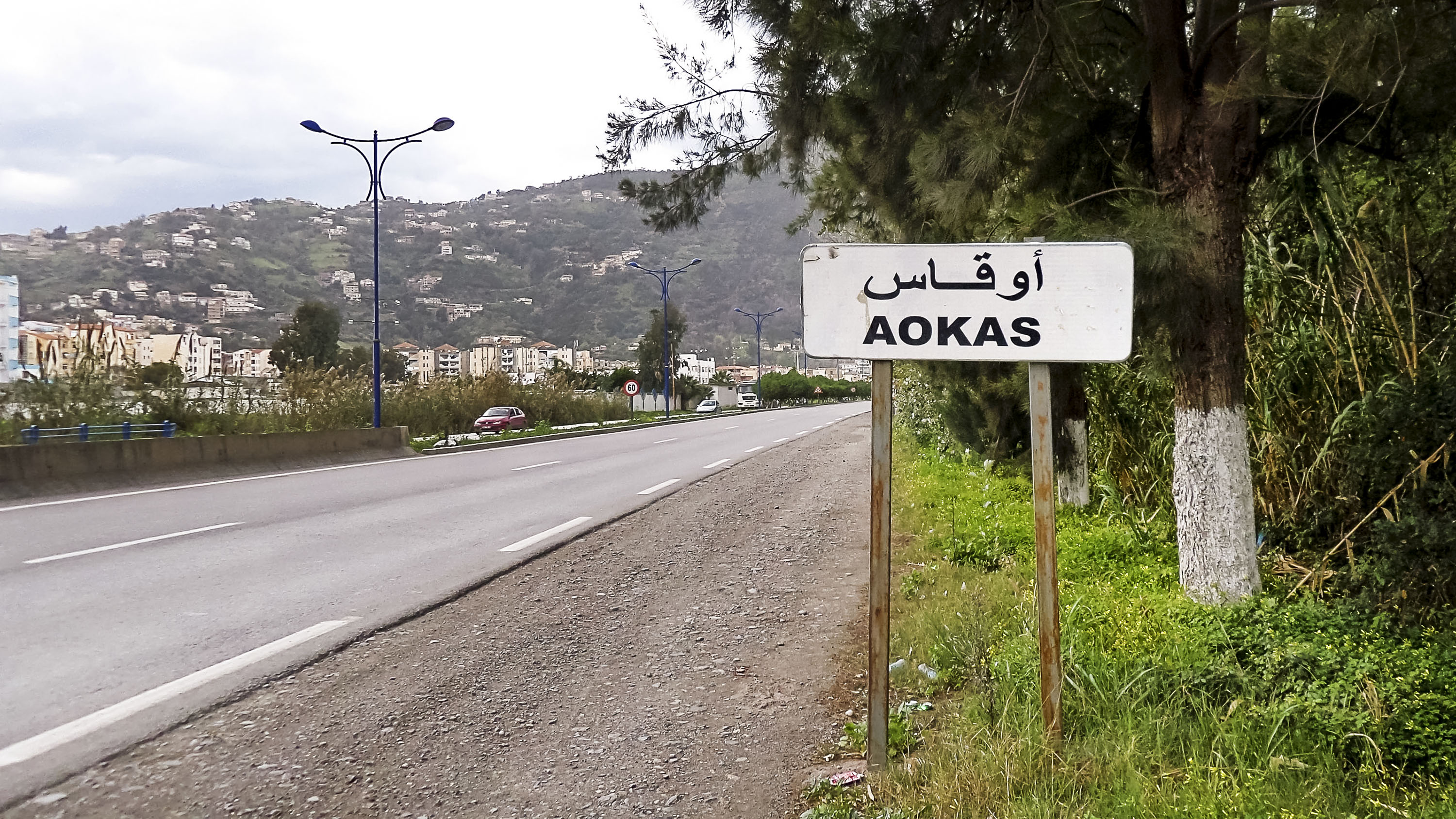
مدخل مدينة أوقاس
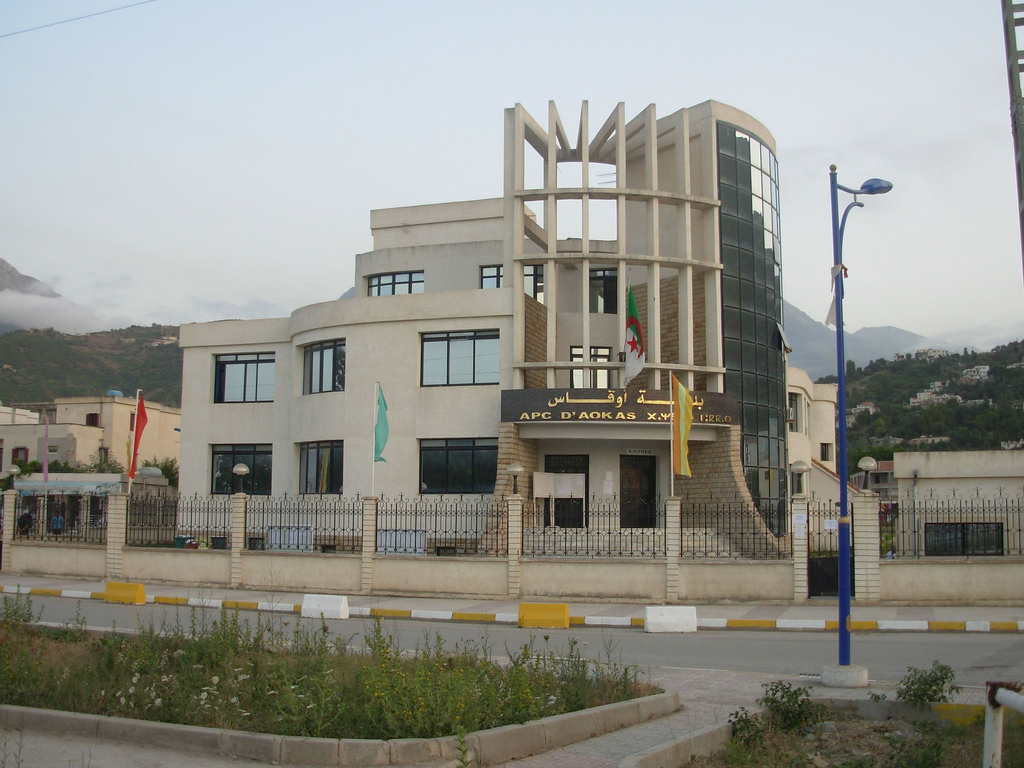
مقر بلدية أوقاس
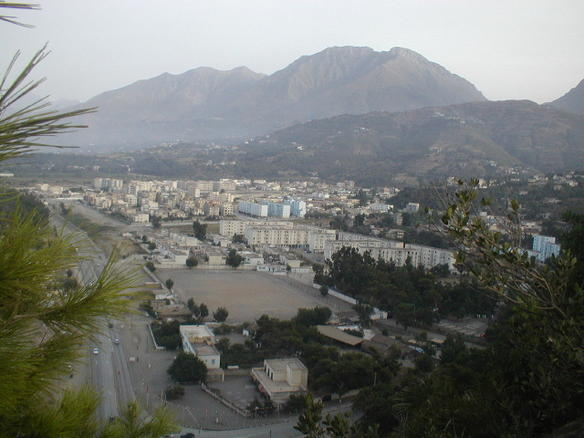
مدينة أوقاس
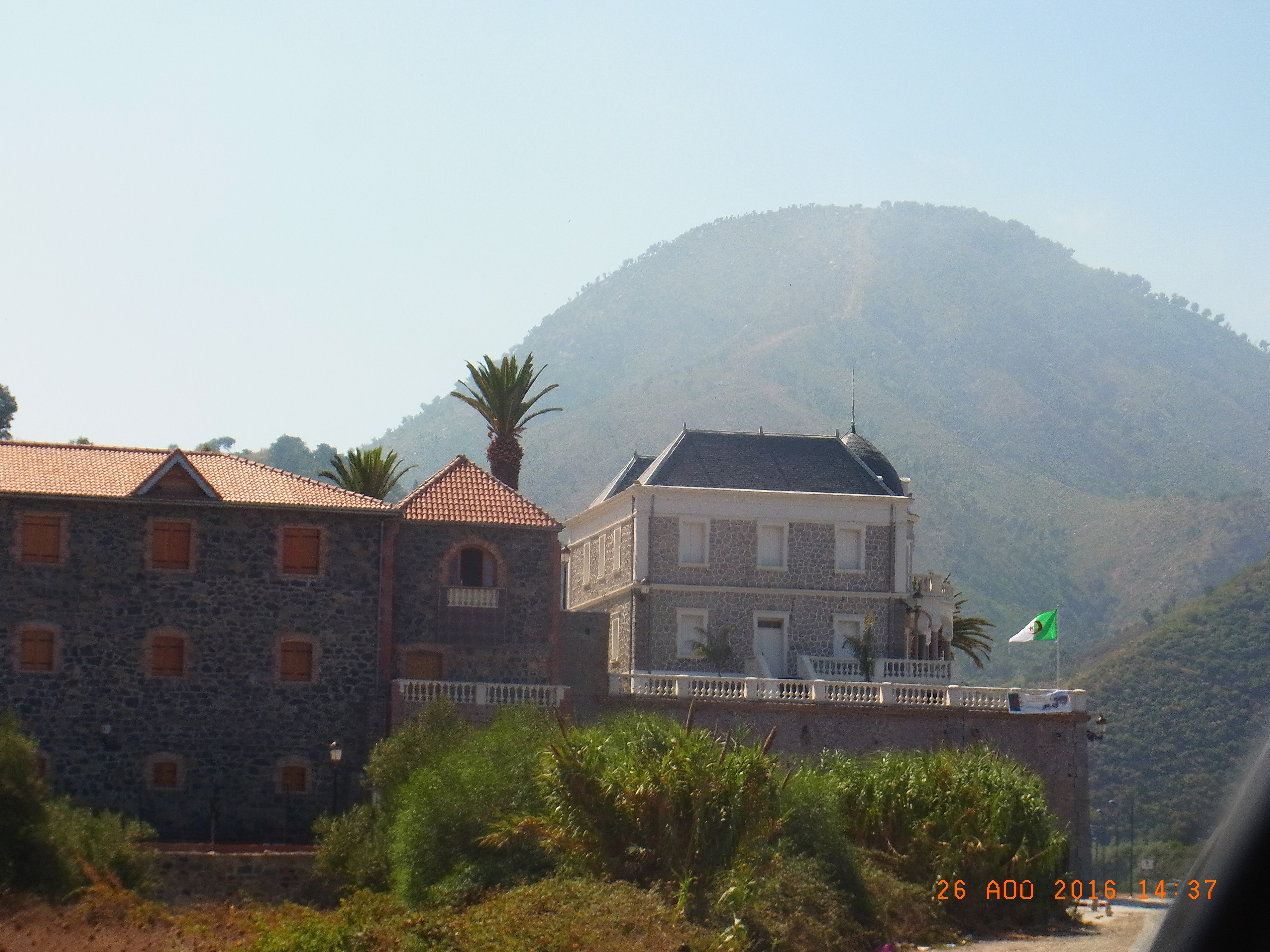
قصر أميرة أوقاس في بلدية أوقاس

### مواضيع ذات صلة
- وزارة الثقافة الجزائرية
- قائمة المواقع والمعالم المصنفة في ولاية بجاية
- ثقافة جزائرية
- الأطلس التلي
- جبال جرجرة
- جبال البابور
- جبال الصومام
- جبل يما تادرارت
- ولاية بجاية
- دائرة أوقاس
- بلدية أوقاس
- مغارة أقريون
- السياحة في الجزائر
- قائمة المواقع والمعالم المصنفة في الجزائر
- قائمة أهم المعالم السياحية في العالم

### فايسبوك
- مغارة أوقاس  على فيسبوك.

### وصلات خارجية
- موقع وزارة الثقافة الجزائرية
- موقع وزارة الموارد المائية الجزائرية نسخة محفوظة 10 مارس 2018 على موقع واي باك مشين.

### فيديوهات
- تعريف ووصف مغارة أوقاس بولاية بجاية على يوتيوب.
- مغارة أوقاس بولاية بجاية: كنز يصارع من أجل البقاء على يوتيوب.
- مدخل مغارة أوقاس في ولاية بجاية على يوتيوب.
- جولة داخل مغارة أوقاس في ولاية بجاية على يوتيوب.
- جولة داخل مغارة أوقاس في ولاية بجاية على يوتيوب.
- صور مغارة أوقاس في ولاية بجاية على يوتيوب.
- عرض حول مغارة أوقاس في ولاية بجاية على يوتيوب.
- مغارة قلدامان بولاية بجاية: أهم موقع أثري بمنطقة شمال إفريقيا على يوتيوب.
- مغارة قلدامان بولاية بجاية: أكبر مغارة في شمال إفريقيا على يوتيوب.
- مغارة قلدامان بولاية بجاية: معلم أثري وهوية حضارية ووجهة سياحية على يوتيوب.